# Jackson Makwetta
Jackson Muvangila Makwetta (* 15. Juni 1943 in Njombe) ist ein tansanischer Politiker der Chama Cha Mapinduzi (CCM), der unter anderem mehrmals Minister war.

## Leben
Makwetta, Sohn von Muvangila Sungami Makwetta Makwetta, absolvierte nach dem Schulbesuch ein Lehramtsstudium an der University of East Africa, das er 1970 mit einem Bachelor of Arts (B.A. Education) beendete. Im Anschluss war er zwischen 1970 und 1971 zuerst Lehrer an der Mpwapwa Secondary School sowie von 1971 bis 1975 Lecturer am Institut für Entwicklungsmanagement (IDM) in Mzumbe. Ein gleichzeitiges postgraduales Studium an der University of Dar es Salaam schloss er 1975 mit einem Master of Arts (M.A.) ab.
1975 wurde Makwetta für die damalige Tanganyika African National Union (TANU) im Wahlkreis Njombe erstmals zum Mitglied der Nationalversammlung gewählt. Nach der Vereinigung der TANU mit der Afro-Shirazi Party (ASP) 1977 wurde er Mitglied der neuentstandenen Partei der Revolution CCM (Chama Cha Mapinduzi). Er war zwischen 1977 und 1980 Staatsminister im Amt von Premierminister Edward Moringe Sokoine sowie von 1982 bis 1983 Minister für Energie und mineralische Ressourcen in der ersten Regierung von Premierminister Cleopa David Msuya. Im darauf folgenden zweiten Kabinett von Premierminister Edward Moringe Sokoine übernahm er 1983 erstmals den Posten als Minister für Landwirtschaft und Nahrungssicherung, den er auch in den Kabinetten der Premierminister Salim Ahmed Salim (1984 bis 1985) sowie Joseph Sinde Warioba (1985 bis 1987). Im Kabinett Warioba bekleidete er nach Kabinettsumbildungen zwischen 1987 und 1989 den Posten als Minister für Verteidigung und den nationalen Dienst sowie im Anschluss von 1989 bis 1990 als Minister für Kommunikation und Transport. In der Regierung von Premierminister John Malecela fungierte er zwischen 1991 und 1992 erneut als Minister für Landwirtschaft und Nahrungssicherung.
Zuletzt war Mekwetta für die CCM vom 29. Oktober 2000 bis zum 30. Oktober 2010 Mitglied der Nationalversammlung und vertrat in dieser den Wahlkreis Njombe Kaskazini.